# Whoopi Goldberg
Caryn Elaine Johnson, bolj znana pod umetniškim imenom Whoopi Goldberg (angleška izgovorjava /ˈwʊpi/), ameriška igralka, komičarka in televizijska voditeljica, * 13. november 1955, New York, Združene države Amerike.
Kariero je začela z manjšimi vlogami na Manhattnu, kjer je odraščala. Leta 1983 je ustvarila monodramo The Spook Show, s katero je dve leti nastopala na Broadwayu. Tam jo je opazil režiser Steven Spielberg in ji ponudil vlogo zlorabljane črnke Celie v drami Barva škrlata (1985), za katero je bila nominirana za oskarja za glavno žensko vlogo. Ta je pomenila njen preboj. Naslednja vidnejša vloga je bila v romantičnem fantazijskem filmu Duh iz leta 1990, za katero je prejela oskarja za najboljšo stransko žensko vlogo, kot šele druga temnopolta igralka po Hattie McDaniel z oskarjem za igro. Glasbena komedija Sestre pojejo (1992) z nadaljevanjem je doživela velik finančni uspeh, tako da je bila ena najbolje plačanih holywoodskih igralk v 1990. letih.
Hkrati se je preizkusila tudi kot voditeljica lastne pogovorne oddaje, kasneje pa je nastopila še v več drugih televizijskih vlogah. Od leta 2007 je moderatorka pogovorne oddaje The View, kjer je nasledila Rosie O'Donnell. Kot voditeljica in komičarka je znana po svoji neposrednosti, zaradi katere je občasno deležna kritik. Je ena redkih ljudi v ameriški industriji zabave, ki so prejeli oskarja, emmyja, grammyja in nagrado Tony.